# Beverwijk
Beverwijk es una ciudad y un municipio de la provincia de Holanda Septentrional en los Países Bajos. En 2015 tenía una población de 40.182 habitantes ocupando una superficie de 20,09 km², de los que 1,75 km² corresponden a la superficie ocupada por el agua, con una densidad de población de 2.191 h/km². 
El municipio cuenta con dos núcleos de población: Beverwijk y Wijk aan Zee en la costa, popular centro de vacaciones.
Beverwijk recibió en 1276 los derechos de mercado, otorgados por el conde Florencio V de Holanda, y los derechos de ciudad en 1298, concedidos por el conde Juan I de Holanda.

## Galería

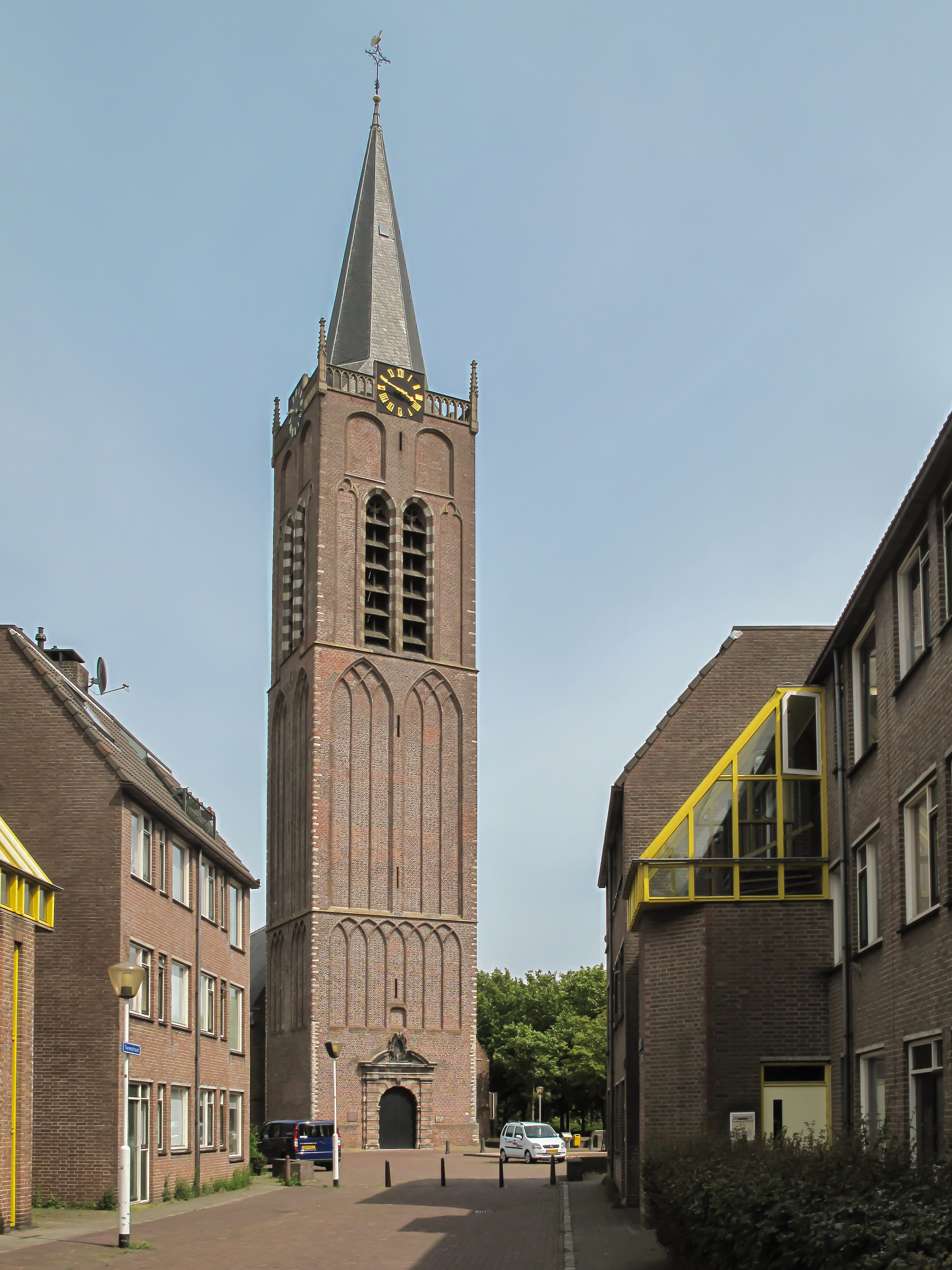
La Gran Iglesia con la Wijkertoren .
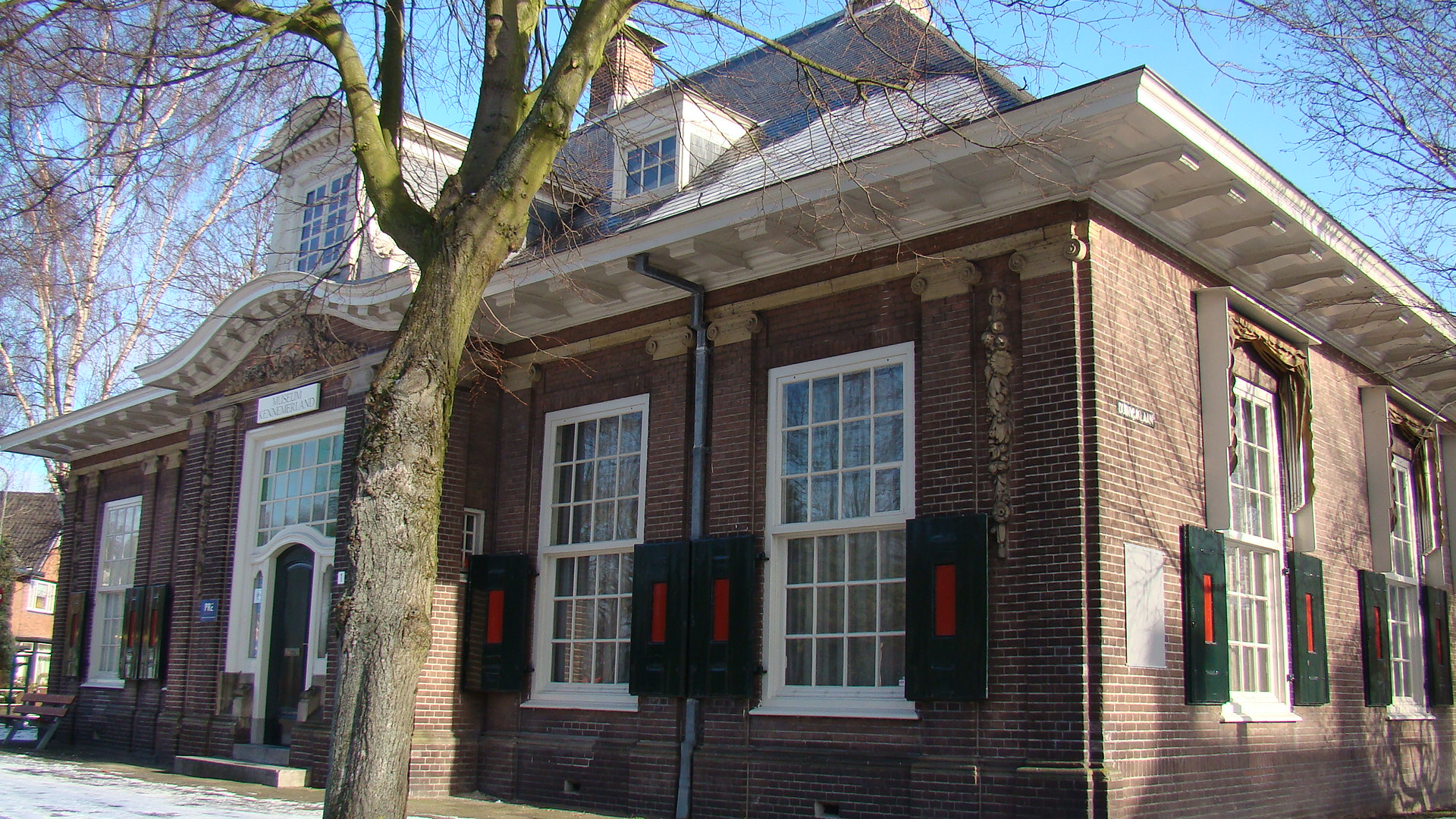
Museo Kennemerland.
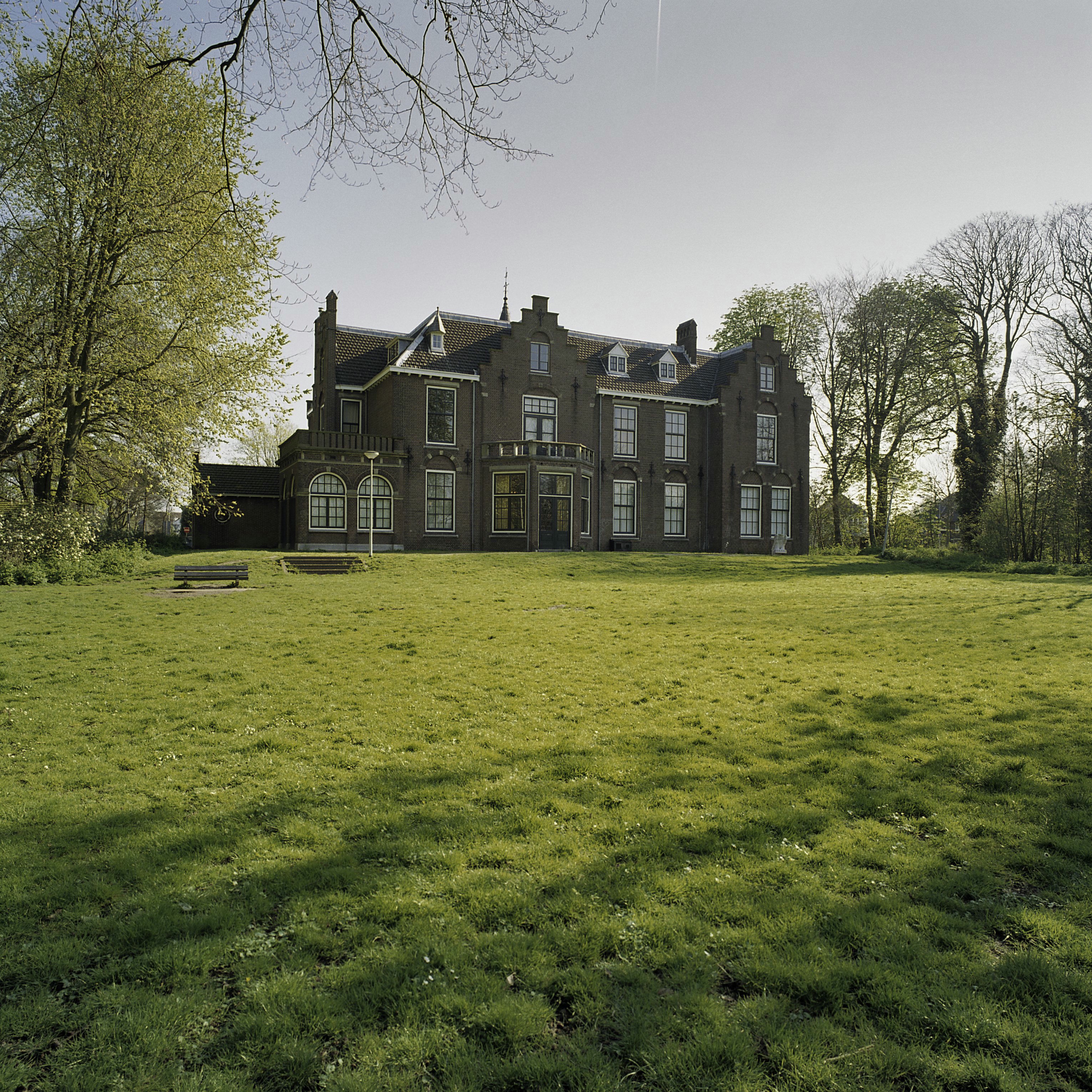
Westerhout
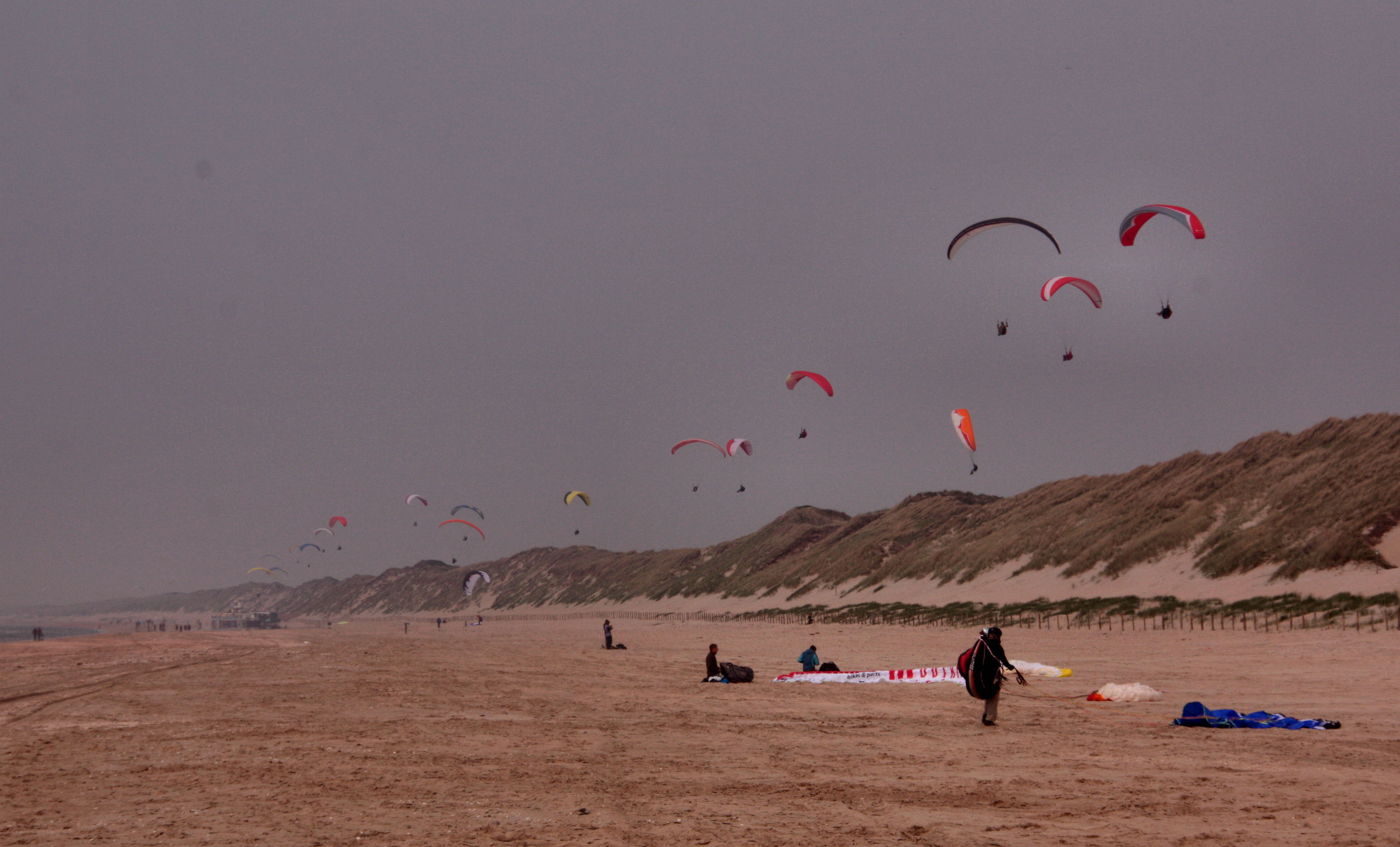
Wijk aan Zee